# Spilosoma varians
Spilosoma varians är en fjärilsart som beskrevs av Felix Bryk 1948. Spilosoma varians ingår i släktet Spilosoma och familjen björnspinnare. Inga underarter finns listade i Catalogue of Life.